# Lancha

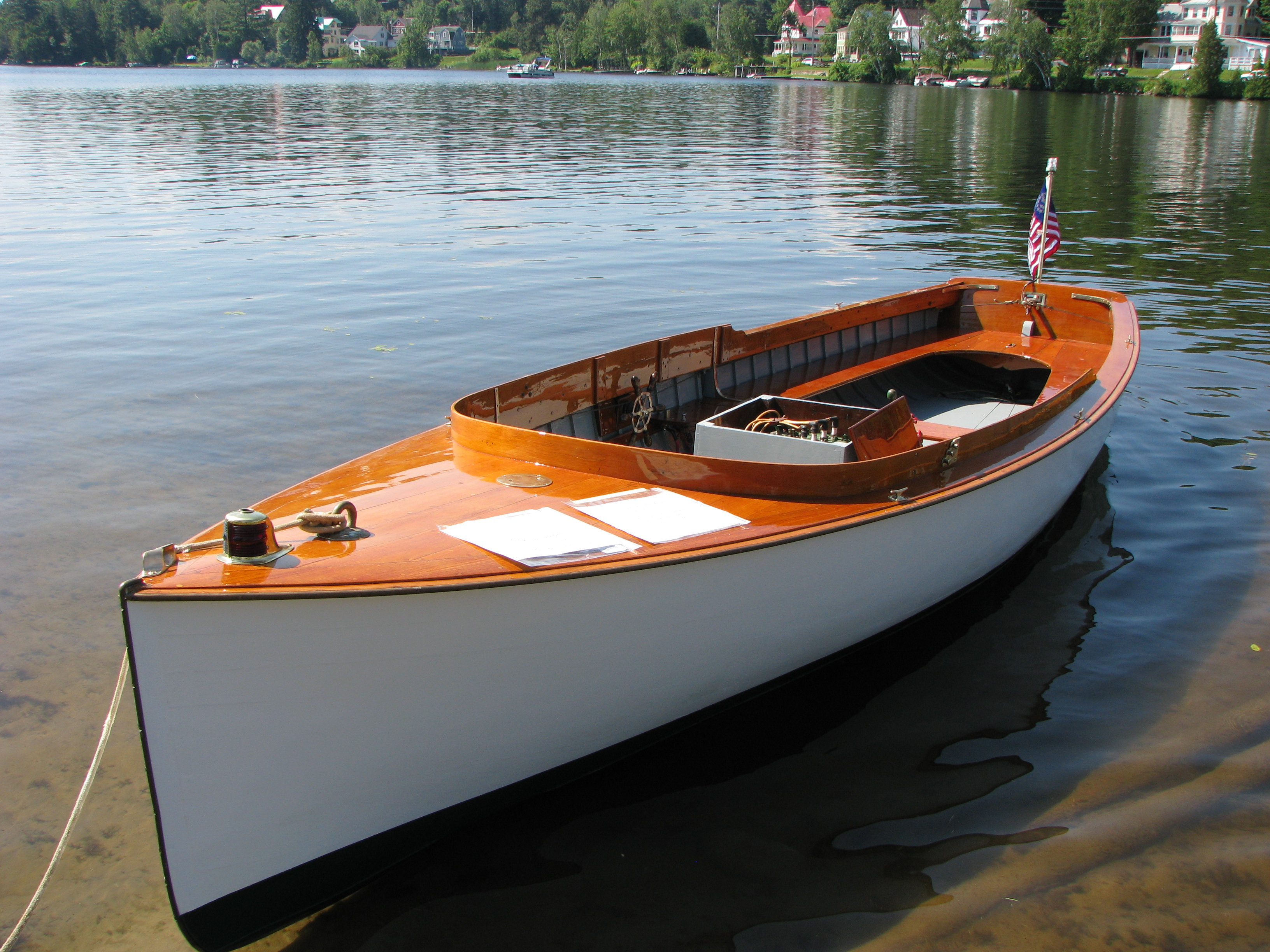
Lancha Mathis de 1910, 15 caballos de fuerza motor Universal en el lago Saranac, Nueva York.

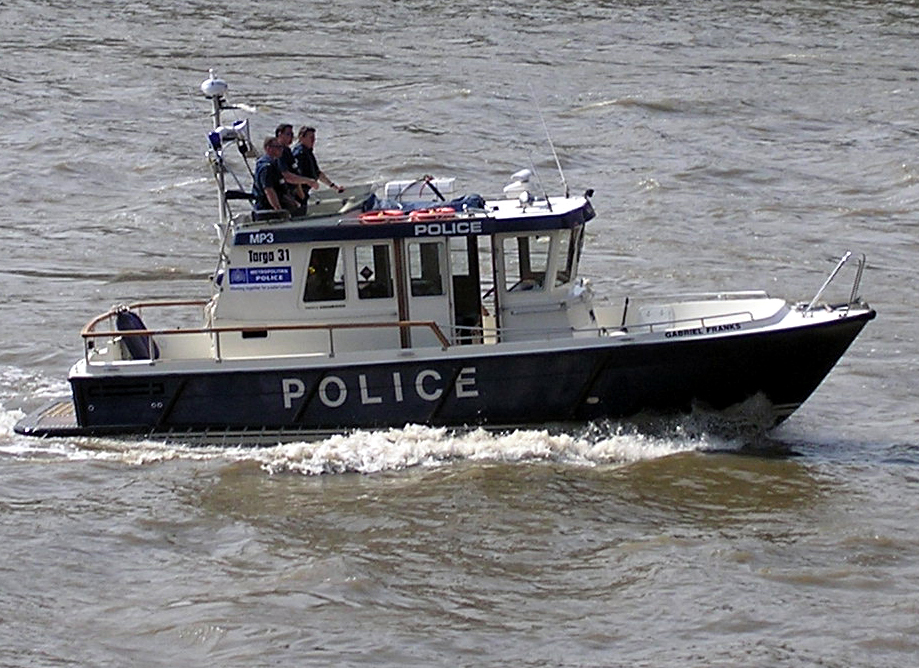
Una lancha policial operando en el Támesis.

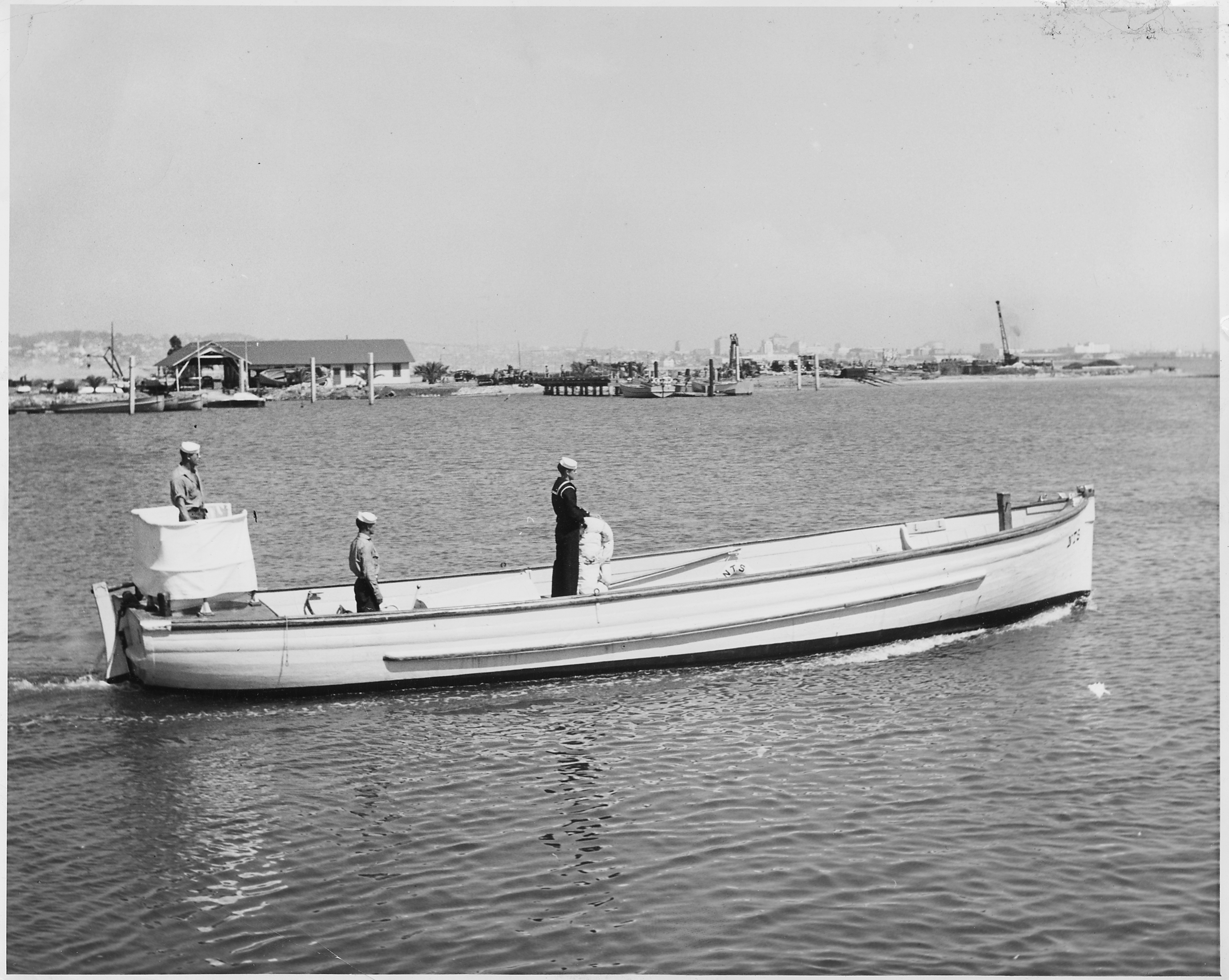
Una lancha de la Armada de los Estados Unidos en los años 1940.

La lancha es una embarcación pequeña de vela y remos, o bien de vapor o de motor (en estos casos, los más habituales hoy en día, se denominan lanchas de motor).

## Descripción
Es la mayor de las barcas que pueden llevar a bordo los buques. Se diferencia de los botes por su mayor tamaño y el uso de vela y por su tamaño de las falúas, embarcación menor a remo en la que se arbolan dos palos para navegar a vela. 

## Historia
La lancha se utilizó históricamente para servicios auxiliares de los barcos (dentro de los puertos), para el transporte de cabotaje entre puertos de la misma costa o para misiones de combate en ríos de bajo calado o para proteger el acceso a puertos. 
En los casos de lanchas armadas recibían el nombre de lancha cañonera, montando habitualmente un mortero o un cañón largo, o, después de 1860, torpederas.

## Tipos de lanchas
- Lancha de auxilio: lancha grande perteneciente a los gremios de mareantes. Se suele usar como apoyo a grandes yates, siendo su principal misión transportar personas y equipaje desde una embarcación madre hasta la orilla del mar y al revés.[1] En algunos puertos y a la orden de los capitanes de estos, sirve para auxiliar a las embarcaciones que lo necesitan o lo piden.
- Lancha bombardera, cañonera u obusera: la construida a propósito para llevar mortero, cañón u obús: sirve para batir las plazas y fortalezas marítimas del enemigo o defender las propias contra las escuadras que las ataquen. El paraguayo José María Fariña fue el primer hombre en luchar con lanchas militares, que el diseñó con ayuda de Desiderio Trujillo, durante la Guerra de la Triple Alianza[2]
- Lancha fletera: embarcación muy ligera y de 18 a 26 toneladas de porte que se dedicaba al tráfico en las costas de Vizcaya y Guipúzcoa.[3]
- Lancha colectiva: embarcación de pasajeros de cercanías utilizados para prestar servicios de transporte público.
- Lanchón: lancha grande.

## Frases relacionadas
- Embarcar la lancha: saltar a ella los marineros de su esquifazón y aprontarla de todo lo necesario para la faena o comisión a que se destina en el momento.
- Soplar en lancha: conversar acerca de situaciones ajenas a la lancha, en la lancha.
- Arrizar la lancha: meterla dentro, maniobra que se ejecuta al emprender cualquier salida de puerto.
- Dar un barreno a la lancha: ejecutar esta operación para que desagüe, cuando se anega estando dentro del buque.
- Achicar la lancha: lo mismo que achicar el agua que se le ha introducido.
- Lancha dentro, amigo fuera: refrán que indica que una vez metida la lancha dentro y de estar el buque en disposición de hacerse a la mar, todos los de a bordo deben llevar hecha su provisión de tabaco y otros artículos semejantes y no intentar salir sin ellos para vivir luego a costa del prójimo.[3]